# Per Hardestam
Per Jonas Hardestam, född den 20 februari 1954 i Trollhättans församling, Älvsborgs län, är en svensk fiolbyggare och folkmusiker. 
Per Hardestam byggde sin första fiol år 1979 och har år 2024 byggt över 130 fioler. 2003 gav han tillsammans med folkmusikern Per-Olof Moll ut albumet Jaggu lekar: Låtar från Särna, Idre och Engerdal. Han dokumenterar även sin byggprocess på Instagram.